# Ovidio Sánchez
Ovidio Sánchez, né le 21 septembre 1952 à Laviana, est un homme politique espagnol membre du Parti populaire (PP).
Il a été élu sénateur de la circonscription des Asturies lors des élections générales de décembre 2015.

## Biographie

### Vie privée
Il est marié et père de deux enfants.

### Études et profession
Il réalise ses études supérieures à l'université d'Oviedo où il obtient une licence en droit et un master en droit fiscal et financier. Il est avocat.

### Activités politiques
Il est conseiller municipal d'Oviedo de 1983 à 1991 puis député à la Junte générale de la principauté des Asturies de 1991 à 1999. De 1995 à 1999, il est préside la chambre législative régionale.
Le 3 mars 1996, il est élu sénateur pour Asturies au Sénat et réélu en 2000, 2004, 2008, 2015 et 2016.
Le 20 novembre 2011, il est élu député pour Asturies. Il est élu président de la commission de l'Économie et de la Compétitivité pour la législature.